# Jerzy Bączek
Jerzy Bączek (ur. 7 lutego 1928 w Łaziskach, zm. 24 lipca 2013 w Krakowie) – polski aktor teatralny i telewizyjny, wystąpił też w kilku filmach w rolach drugoplanowych i epizodycznych. Absolwent PWST w Krakowie (1955).

## Teatr
W teatrze zadebiutował 7 kwietnia 1955 roku. W całej swojej karierze związany był z teatrami krakowskimi: im. J. Słowackiego (1955-64), Rozmaitości (1964-69), Starym (1969-74) oraz Bagatelą (1974-91). Często pełnił też rolę asystenta reżysera.
Pochowany na cmentarzu wojskowym przy ul. Prandoty w Krakowie (kw. XCVI-21-14).

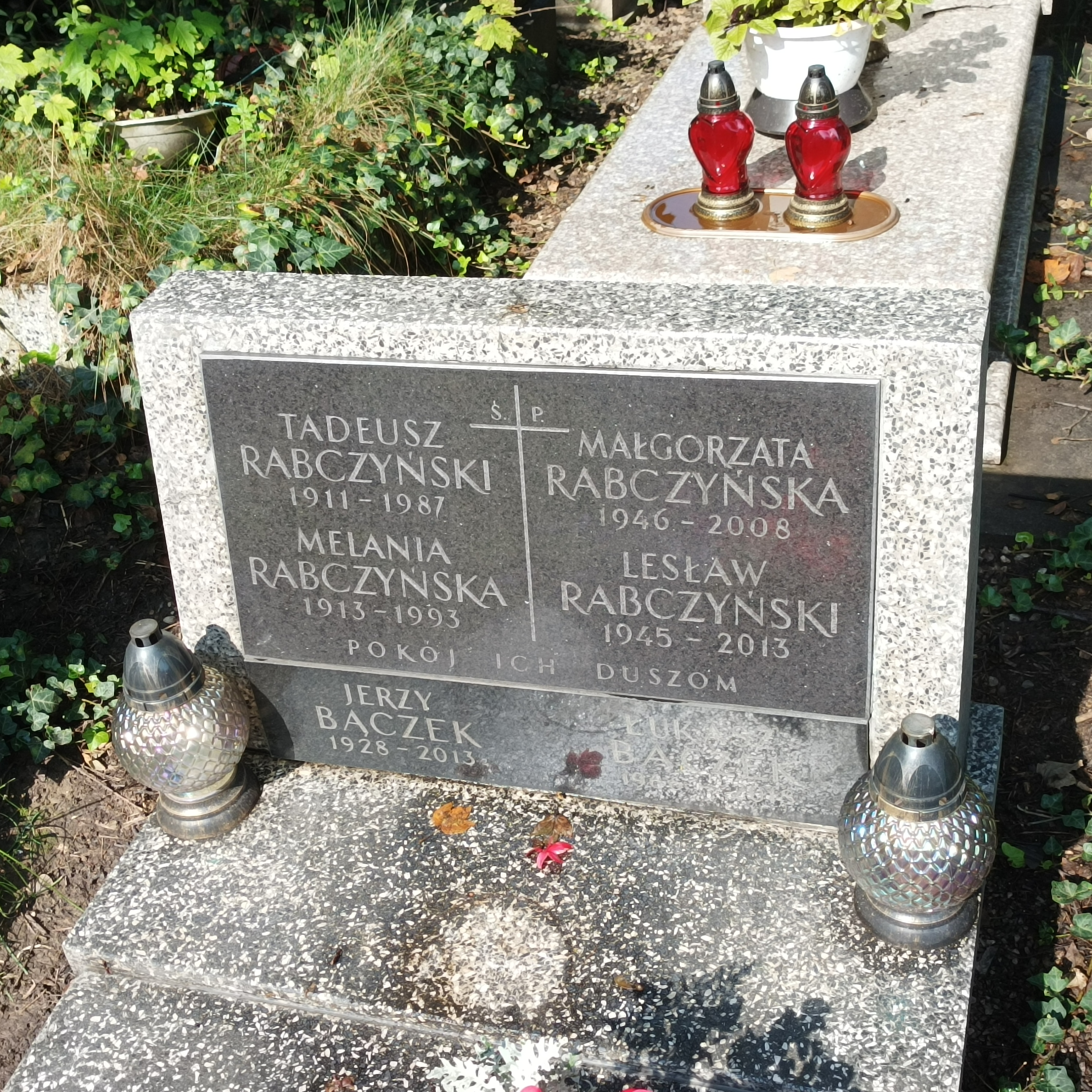
Grób Jerzego Bączka na cmentarzu wojskowym przy ul. Prandoty w Krakowie

### Role
- 1955 – W małym domku jako Notariusz (reż. Józef Karbowski)
- 1955 – Odwiedziny jako Gnat (reż. J. Karbowski)
- 1956 – Kordian jako Szatan, Jeden z ludu (reż. Bronisław Dąbrowski)
- 1956 – Wesele jako Wojtek (reż. B. Dąbrowski)
- 1957 – Dwa Teatry jako Andrzej; Kapitan (reż. B. Dąbrowski)
- 1957 – Sokrates jako Jeden z chóru (reż. B. Dąbrowski)
- 1957 – Wyzwolenie jako Maska, Maszynista, Robotnik (reż. B. Dąbrowski)
- 1958 – Wizyta starszej pani jako Trzeci obywatel (reż. Lidia Zamkow)
- 1959 – Mąż Fołtasiówny jako Ciapuła (reż. Mieczysław Górkiewicz)
- 1960 – Pierwszy dzień wolności jako Michał (reż. Erwin Axer)
- 1961 – Lilla Weneda jako Lelum (reż. M. Górkiewicz)
- 1961 – Zbójcy jako Razmann (reż. M. Górkiewicz)
- 1962 – Żałoba przystoi Elektrze jako Marynarz (reż. B. Dąbrowski)
- 1962 – Wesołe kobiety z Windsoru jako Chudziak (reż. Janusz Warnecki)
- 1963 – Fantazy jako Kajetan (reż. Halina Gryglaszewska)
- 1964 – Odprawa posłów greckich jako Rotmistrz; Eneasz (reż. Maria Broniewska)
- 1964 – Umierasz jak kot... jako Prokurator Andrzej Tabor (reż. Ryszard Smożewski)
- 1965 – Robin Hood jako ojciec Tuck (reż. Maria Billiżanka)
- 1966 – Ucieczka na południe jako Szagin (reż. R. Smożewski)
- 1967 – Balladyna jako Grabiec (reż. Józef Wyszomirski)
- 1967 – Hamlet jako Horacy (reż. Jerzy Wróblewski)
- 1968 – Cyd jako Don Fernand (reż. H. Gryglaszewska)
- 1968 – Cyrano de Bergerac jako Ragenau (reż. R. Smożewski)
- 1969 – Życie jest snem jako Astolfo (reż. Bogdan Hussakowski)
- 1970 – Sen nocy letniej jako Militades (reż. Konrad Swinarski)
- 1970 – Zegary jako Emil (reż. Jerzy Kreczmar)
- 1971 – Biesy jako Wirgiński (reż. Andrzej Wajda)
- 1971 – Wszystko dobre, co się dobrze kończy jako pan E. Dumain (reż. K. Swinarski)
- 1972 – Więź jako Adwokat (reż. Jitka Stokalska)
- 1973 – Dziady (reż. K. Swinarski)
- 1973 – Jak brat bratu jako ojciec Donald (reż. Wanda Laskowska)
- 1973 – Proces jako Członek sądu (reż. Jerzy Jarocki)
- 1974 – Noc listopadowa jako generał Nowicki (reż. A. Wajda)
- 1975 – Teatr Kaliguli jako Korneliusz Sabinus (reż. Romana Próchnicka)
- 1976 – Narkomani jako Główny Technokrata (reż. M. Górkiewicz)
- 1976 – Królowa Śniegu jako Bajkopisarz (reż. M. Billiżanka)
- 1977 – Irydion jako Arystomachus (reż. Jerzy Zegalski)
- 1977 – Matka Joanna od Aniołów jako Laktancjusz (reż. Leopold Rene Nowak)
- 1978 – Wcześniak jako lekarz (reż. M. Górkiewicz)
- 1978 – Andromacha jako Pyrus (reż. M. Górkiewicz)
- 1979 – Radość z odzyskanego śmietnika jako generał Dąbrowa (reż. M. Górkiewicz)
- 1979 – Tango jako Stomil (reż. M. Górkiewicz)
- 1980 – Przypadkowa śmierć anarchisty jako Komisarz Bertozzo (reż. Jerzy Sopoćko)
- 1980 – Polly jako Pohetohee (reż. Tadeusz Wiśniewski)
- 1981 – Jan Maciej Karol Wścieklica jako Anabatys Demur (reż. Józef Słotwiński)
- 1982 – Ptak jako Sylwester (reż. Tadeusz Ryłko)
- 1983 – Szaleństwa panny Magdaleny jako Interlokutor (reż. Włodzimierz Nurkowski)
- 1984 – Damy i huzary jako Rotmistrz (reż. Andrzej Jamróz)
- 1985 – Zwodziciel z Sewilli jako Don Pedro Tenorio (reż. Piotr Piaskowski)
- 1986 – Dwa teatry jako Woźny (reż. Tadeusz Malak)
- 1987 – Pierścień i róża jako Hrabia Brodacz (reż. Krzysztof Orzechowski)
- 1987 – Niedole cnoty jako pan Dubourg; Pan de Corville (reż. Stefan Szlachtycz)
- 1988 – Kandyd jako Panglossa (reż. K. Orzechowski)
- 1989 – Pułapka na myszy jako Major Metcalf (reż. Irena Wollen)
- 1990 – Burzliwe życie Lejzorka Rojtszwańca jako Gerszanowicz (reż. Wojciech Ziętarski)
- 1990 – Śluby panieńskie jako Radost (reż. Kazimierz Witkiewicz)
- 1990 – Ania z Zielonego Wzgórza jako Mateusz (reż. Andrzej Kozak)
- 1991 – Tajemniczy ogród jako Archibald Craven (reż. Jerzy Święch)
- 1994 – Przysięga Kościuszki jako Ksiądz Franciszek Dmochowski (reż. Jerzy Zoń), przedstawienie impresaryjne
- 1998 – Pan Tadeusz jako Narrator I (Rejent, Podkomorzy, Jankiel; reż. Maria Rabczyńska), Teatr Małych Form w Londynie

## Filmografia
- 1958 – Pigułki dla Aurelii (reż. Stanisław Lenartowicz)
- 1973 – Wielka miłość Balzaka jako Pracownik wydawnictwa (reż. Wojciech Solarz)
- 1975 – Znikąd donikąd (reż. Kazimierz Kutz)
- 1977 – Znak orła (odc. 3, 5 i 14)
- 1980 – Z biegiem lat, z biegiem dni… (odcinek 2) (reż. Andrzej Wajda, Edward Kłosiński)
- 1984 – Rycerze i rabusie jako Lutnik Jędrzej Rumianek (reż. Tadeusz Junak)
- 1998 – Złoto dezerterów jako Kelner w kawiarni (reż. Janusz Majewski)

## Odznaczenia
- 1966 – Odznaka 1000-lecia
- 1976 – Złota Odznaka za zasługi dla Krakowa
- 1984 – Złoty Krzyż Zasługi